# Pula-pula-ribeirinho
O pula-pula-ribeirinho (nome científico: Myiothlypis rivularis) é uma espécie de ave passeriforme da família dos parulídeos (Parulidae).

## Descrição
O pula-pula-ribeirinho mede cerca de 13,5 centímetros de comprimento e pesa entre 11,5 e 16,5 gramas. A envergadura atinge de 6,1 a 6,9 centímetros nos machos e 5,9 a 6,5 centímetros nas fêmeas. Sua testa é preta; a coroa é enegrecida nas laterais e cinza-ardósia acima. Possui uma estreita faixa superciliar branco-acinzentada que desbota para marrom-amarelado. Acima do olho há uma faixa enegrecida. Ao redor das orelhas tem uma cor marrom azeitona e nas bochechas há tons de cinza, bege claro e preto. O pescoço é cinza-ardósia. As costas e a parte superior em geral são de cor verde-oliva escuro, a garupa e as partes superiores são verde-oliva brilhante. A garganta é bege a branca, o peito é marrom-claro amarelado com os lados verde-oliva escuros no peito borrados. O centro do ventre é esbranquiçado e os flancos são castanho-amarelados claros a verde-oliva. As asas são marrom-escuras com bordas de penas marrom-oliva; a cauda é verde-oliva escura com bordas de penas mais claras. O bico é enegrecido e as pernas são da cor da carne.

## Distribuição e habitat
O pula-pula-ribeirinho se espalha de forma descontínua por toda a América do Sul. Encontra-se no norte da Argentina, Bolívia, Brasil, Guiana Francesa, Guiana, sudeste do Paraguai, Suriname e leste da Venezuela. Vive em florestas úmidas, bordas de florestas e áreas úmidas, ao longo de rios e córregos nas planícies, até 1 400 metros de altitude. Prefere águas de fluxo lento e pântanos.

## Dieta
O pula-pula-ribeirinho alimenta-se de insetos e outros invertebrados, que geralmente procura aos pares, no chão e entre madeiras secas, principalmente nas margens da água. Às vezes pega sua presa no chão durante o voo.

## Conservação
Não há estudos sobre a quantidade de indivíduos de sua população, mas se assume que esteja decrescendo devido à perda de habitat. Apesar disso, por ocorrer numa ampla área, é classificado como pouco preocupante na Lista Vermelha da União Internacional para a Conservação da Natureza (UICN / IUCN). No Brasil, em 2005, foi classificado como criticamente em perigo na Lista de Espécies da Fauna Ameaçadas do Espírito Santo; em 2014, como pouco preocupante no Livro Vermelho da Fauna Ameaçada de Extinção no Estado de São Paulo; em 2017, como vulnerável na Lista Oficial das Espécies da Fauna Ameaçadas de Extinção do Estado da Bahia; e em 2018, como pouco preocupante na Lista Vermelha do Livro Vermelho da Fauna Brasileira Ameaçada de Extinção do Instituto Chico Mendes de Conservação da Biodiversidade (ICMBio).